# Trachea (botanica)
Nei vasi del legno, elementi conduttori, si distinguono due tipi di cellule, le trachee e le tracheidi. Le trachee o "vasi aperti", sono gli elementi conduttori più evoluti che costituiscono lo xilema o legno delle piante vascolari.
Una trachea è costituita da cellule corte con ampio diametro sovrapposte longitudinalmente , oltre ad essere prive di citoplasma e organuli (quindi morte a maturità), hanno riassorbito le pareti trasversali tramite lisi (da cui il nome di "vaso aperto") dando luogo ad un tubo, il che permette un efficiente transito longitudinale dell'acqua e dei soluti.
Sono vantaggiose rispetto alle tracheidi perché:
- Nelle piante adulte portano all'eliminazione delle pareti trasversali (perforazioni), riducendo così la resistenza al flusso della linfa grezza (acqua e sali minerali).
- Si ha un aumento del diametro della tubazione (150 µm in media contro i 30 µm medi delle tracheidi) che porta ad aumento del flusso (essendo proporzionale alla 4ª potenza del raggio)

Le trachee sono paragonabili a tubi tutti di un solo pezzo, senza setti trasversali.
Ogni trachea è formata da una serie di cellule vegetali (elementi tracheali o articolo del vaso) sovrapposte le cui pareti trasversali sono state in parte o in tutto demolite durante lo sviluppo.
Le cellule hanno forma di corti e larghi cilindri con le pareti trasversali (le basi del cilindro) disposte all'incirca ad angolo retto rispetto a quelle longitudinali (nelle tracheidi invece le pareti trasversali sono talmente oblique da essere quasi indistinguibili da quelle longitudinali).
Le trachee conducono l'acqua più velocemente delle tracheidi.
Questo risultato è dovuto alla mancanza di vere pareti trasversali (perforazioni) e alla maggiore ampiezza (il diametro di una grossa trachea arriva alle centinaia di micrometri, quello di una tracheide di rado supera i 50 micron).
Ambedue questi caratteri riducono l'attrito laterale dell'acqua contro le pareti.
La minor dissipazione dell'energia cinetica dell'acqua negli attriti significa una maggiore velocità di salita.